# Agrupaciones Independientes de Canarias
Las Agrupaciones Independientes de Canarias constituyeron una federación de partidos políticos españoles de ámbito canario existente desde 1985 hasta su integración en Coalición Canaria.

## Historia
El partido fue fundado en 1985 con el nombre de Federación Regional de Agrupaciones Independientes de Canarias, consistiendo en la unión de distintos partidos y agrupaciones de ámbito insular, procedentes en su mayoría de la antigua Unión de Centro Democrático (UCD). El 23 de abril de 1986 cambiaron su nombre al de Agrupaciones Independientes de Canarias. En 1987 se le unió la Unión Canaria de Centro. Se trataba de agrupaciones de centro-derecha e insularistas.
En 1993, junto a Iniciativa Canaria Nacionalista (ICAN), Asamblea Majorera (AM), Partido Nacionalista Canario (PNC) y Centro Canario Independiente (CCI) formaron Coalición Canaria (CC). Sin embargo, en 1994, Independientes de Fuerteventura (IF) y la Agrupación Independientes de Lanzarote (transformada en el Partido de Independientes de Lanzarote (PIL)) abandonan tanto Agrupaciones Independientes de Canarias como Coalición Canaria.
Logró representación parlamentaria en las elecciones generales de 1986 y en las de 1989. Fue disuelto definitivamente durante el Congreso de Coalición Canaria celebrado el 18 y 19 de mayo de 2005, en el cual todos los partidos integrantes desaparecieron y CC se convirtió en partido único.

## Integrantes
Dentro de esta agrupación se integraron:
- Agrupación Tinerfeña de Independientes (ATI)
- Agrupación Palmera de Independientes (API)
- Agrupación Gomera de Independientes (AGI)
- Independientes de Fuerteventura (IF)
- Agrupación Independientes de Lanzarote (AIL), si bien este último acabó abandonando la organización.

## Elecciones

### Elecciones al Parlamento de Canarias
| Elecciones y fecha | Candidato      | Votos        | %     | Diputados | +/- | Gobierno                       |
| ------------------ | -------------- | ------------ | ----- | --------- | --- | ------------------------------ |
| 1987               | Manuel Hermoso | 134.667 (#2) | 20,26 | 11/60     | 9a  | Coalición con CDS y AP         |
| 1991               | Manuel Hermoso | 157.859 (#2) | 22,87 | 16/60     | 5   | Coalición con PSOE (1991-1993) |
| 1991               | Manuel Hermoso | 157.859 (#2) | 22,87 | 16/60     | 5   | Coalición con CDS (1993)       |

a Respecto al resultado de AGI en 1983.

### Elecciones generales
| Elecciones | Votos  | % de votos | Escaños | Posición |
| ---------- | ------ | ---------- | ------- | -------- |
| 1986       | 65 664 | 9,82 %     | 1/13    | 4º       |
| 1989       | 64 767 | 9,66 %     | 1/14    | 4º       |